# Axel Christian Zetlitz Kielland
Axel Christian Zetlitz Kielland (Stavanger, 14 ottobre 1853 – Kristiania, 3 febbraio 1924) è stato un politico norvegese.

## Biografia
Era il figlio di Jacob Kielland (1825-1889), e di sua moglie, Thora Margrethe Bendz (1827-1902). Suo nonno era Jacob Kielland, suo zio Jens Zetlitz Kielland e i suoi cugini Kitty Kielland e Alexander Kielland.

## Carriera
Nel 1876 iniziò la sua carriera, prima, nel 1878, nel Ministero della giustizia e della polizia; poi, dal 1881, nel Ministero dell'interno. Nel 1899 è stato promosso a assistente segretario nel Ministero degli affari esteri e nel 1906 divenne sottosegretario di Stato. Fu poi nominato segretario nella Corte suprema nel 1909.